# 永楽帝〜大明天下の輝き〜
『永楽帝〜大明天下の輝き〜』（えいらくてい だいみんてんかのかがやき、原題：山河月明）は、2022年の中国のテレビドラマ。全45話。

## 概要
明朝第三代皇帝・永楽帝の生涯を描いた中国歴史ドラマ。
当初は『江山紀』（全80話）というタイトルで2018年に制作されたが、全45話に短縮され2022年に放映された。ゴールデンタイムに放送された衛星放送のドラマで、視聴率20日連続1位を獲得。
日本では2023年1月4日～6月7日にWOWOWにて初放送された。

## あらすじ
明朝初期、太祖・朱元璋は北元の残党を駆逐すべく幾度も征討軍を漠北に送った。『洪武の北征』である。

## スタッフ
- 監督：高希希（中国語版）
- 脚本：董哲

## 主題歌
- 江山紀（オープニング）[4]

作詞：陳曦/高启 (明)：董冬冬、歌：孫楠
- 似水流年花落去（エンディング）[5]

作詞：陳曦、作曲：董冬冬、歌：阿雲嘎

## 登場人物・出演者

### 明

#### 燕王府
- 燕王・朱棣：ウィリアム・フォン（若年期：チョン・イー（中国語版））

太祖・朱元璋の四男。明朝第三代皇帝。
- 徐妙雲：イン・アル（中国語版）（若年期：雨婷児（中国語版））

徐達の長女。朱棣に嫁ぎ燕王妃となる。
- 朱高熾：高宇航（少年期：高永灝、幼年期：駱奕涵）

朱棣の長男。生まれつき体が弱い。
- 張氏：初伊

朱高熾の正室。
- 朱瞻基：張世舉（少年期：李沛澤）

朱高熾の長男。幼い頃から英明で朱棣の親征にも随行した。
- 朱高煦：王旭東（少年期：陳啟）

朱棣の次男。武芸に長けている。
- 朱高燧：張曉迪（少年期：呉梓明、幼年期：葉鈺軒）

朱棣の三男。
- 姚広孝：王絵春（中国語版）

僧侶。道衍（どうえん）とも呼ばれ、朱棣や徐妙雲の相談役となる。
- 張玉：馬敬涵

字は世美。元は北元の斉王に仕えていたが、符離公主と共に明に下ったのち燕王に仕える。
- 張輔：李恒建

張玉の長男。字は文弼。朱棣が即位後には英国公に封じられる。
- 朱能：李澤

朱棣が名を偽って北伐の軍に従軍した際、義兄弟の契りを結ぶ。朱棣が即位後には成国公に封じられる。
- 張武：馬鑫

鳳陽の屯田兵の一人。密命を帯びて派遣された朱棣と出会い、そのまま配下となる。
- 馬和：呉懿滔

幼名は三保で燕王府の内官（宦官）。朱棣が即位後、鄭の姓を賜る。
- 丘福：黃鑫

朱棣に仕える武将。朱棣が即位後には淇国公に封じられる。

#### 徐家
- 徐達：チャン・フォンイー

魏国公。字は天徳。
- 徐允恭：田峻丞

徐達の長男。父親の死後、魏国公を引き継ぐ。朱允炆が皇太孫になると、諱をはばかって輝祖に改名した。
- 徐妙錦（中国語版）：楊肸子（中国語版）（少女期：葉軒彤（中国語版））

徐達の次女。
- 徐増寿（中国語版）：程碩男（少年期：鄭博彰）

徐達の次男。

#### 皇室
- 太祖・朱元璋：チェン・バオグオ（中国語版）

明の初代皇帝・洪武帝。皇后からは原名の重八と呼ばれている。
- 馬皇后：王姬（中国語版）

朱元璋の皇后。痘瘡にかかった皇長孫・朱雄英を看病し罹患して亡くなる。
- 太子・朱標：ミッキー・ホー（中国語版）

朱元璋の長男。
- 太子妃・常氏：劉曉潔（中国語版）

朱標の正室。朱雄英の母。
- 呂氏（中国語版）：劉曉潔（中国語版）

朱標の側室。朱允炆の母。
- 朱雄英（中国語版）：呉宇倫（幼年期：郭子琛）

朱標の長男。痘瘡にかかり幼くして亡くなる。
- 朱允炆：チェン・ユエモー（中国語版）（若年期：陳喆倫、少年期：董李無憂、幼年期：廖振豪）

朱標の次男。明朝第二代皇帝。
- 秦王・朱樉：銭泳辰（中国語版）

朱元璋の次男。
- 王月憫（中国語版）：張墨錫

敏敏帖木児（ミンミンテムル）。秦王妃。斉王・王保保の妹。
- 朱尚炳（中国語版）：沙曉東

朱樉の長男。
- 晋王・朱棡：李雨轩軒（中国語版）

朱元璋の三男。
- 朱済熺（中国語版）：張琪

朱棡の長男。
- 湘王・朱柏：白澍（中国語版）（幼年期：周奧運）

朱元璋の十二男。
- 臨安公主（中国語版）：呉燁

朱元璋の長女。
- 朱英嬈（中国語版）：劉思藝

朱元璋の次女。寧国公主。

#### 朝臣
- 李文忠：王輝（中国語版）

曹国公。幼名は保児で字は思本。朱元璋の甥で明の大将軍。
- 李景隆：韓承羽（中国語版）

李文忠の長男で朱棣の旧友。字は九江。父親の死後、曹国公を引き継ぐ。
- 藍玉：盧星宇（中国語版）

明の将軍。藍玉の姉は明開国の功臣・常遇春の妻で、太子妃・常氏は姪にあたる。涼国公。
- 耿炳文：鄭曉寧

明の将軍。長興侯。藍玉と共に北伐に出征する。
- 李善長：王慶祥（中国語版）

明の相国。韓国公。朱元璋から李先生と敬われている。
- 李祺（中国語版）：凌鋒

李善長の息子で臨安公主の夫（駙馬都尉）。
- 胡惟庸：杜源（中国語版）

淮西（わいせい）派。李善長の推薦で中書省参知政事から中書左丞相に昇進する。徐達が凱旋後に職を辞すると代わりに中書右丞相となる。
- 朱亮祖：時光

永嘉侯。淮西派。
- 朱暹：王顥森

朱亮祖の長男。元は親軍都尉府の左衛千戸（1120人の長）だったが、朱元璋は淮西派に警告する意味で左衛指揮副使に昇進させる。
- 傅友徳：郭涛

潁川侯。北元軍に囲まれた耿炳文の軍を徐達と共に助ける。
- 劉基：杜源（中国語版）

明の御史中丞で誠意伯。字は伯温。朱元璋から劉夫子（先生）と敬われている。姚広孝とは旧知の仲。
- 呂本（中国語版）：姚橹（中国語版）

皇太子の側室・呂氏の父親。刑部から吏部尚書に昇進する。
- 方孝孺：鄒敦明

明の大臣。
- 湯和：畢彦君（中国語版）

明朝建国の功臣。信国公。
- 盛庸：劉譽坤

元は符離公主の従者だったが明に寝返った。
- 鉄鉉：張天陽（中国語版）

色目人で明の官僚。洪武帝から鼎石という字を賜る。呂本の弟子。
- 李恒：謝寧

太子内官。
- 王景弘（中国語版）：薛亦倫

皇帝内官。
- 夏原吉：單瑛哲

明の官僚。字は維喆。燕王・朱棣を支持する。
- 斉泰：于濱（中国語版）

明の官僚。字は尚礼。呂本の弟子。
- 黄湜：孫斌

明の官僚。字は子澄。呂本の弟子。
- 練子寧：李佑偉

明の官僚。呂本の弟子。
- 楊士奇：劉龍

明の大臣。
- 楊栄：傅方俊

明の大臣。字は勉仁。
- 解縉（中国語版）：蔡沅江

明の大臣。
- 盛寅（中国語版）：楊舒楓

明の官僚。

### 北元
- 王保保：張光北（中国語版）

拡廓帖木児（ココテムル）。北元・斉王。
- 斉王妃：楊明娜（中国語版）

珠雲其木格（チュウンチムゲ）。
- 符離（ふり）公主：張芷溪（中国語版）（若年期：黄羿（中国語版））

伯雅倫海別（バヤルンハイベ）。斉王の長女。
- 伯顔帖木児（バヤンテムル）：程暁峻（少年期：袁梓毓）

王保保の長男で符離公主の弟。後に阿魯台（アルクタイ）と呼ばれる。
- 烏蘭図雅（ウラントゥヤ）：郝澤嘉

元は秦王妃の侍女で、符離公主の侍女になった。
- 本雅朱里（ベンヤシリ）：蘇雅拉図

世祖（フビライ）皇帝の子孫（昭宗皇帝の嫡孫）で哈烈（ヘラート）に潜伏していたところを、阿魯台によって韃靼（タタール）部の鬼力赤（グイリチ）に代わって大汗に擁立された。
- マフムード：哈斯図

瓦剌（オイラト）部の族長。
- トゴン：崔恺

マフムードの息子。